# 任意門

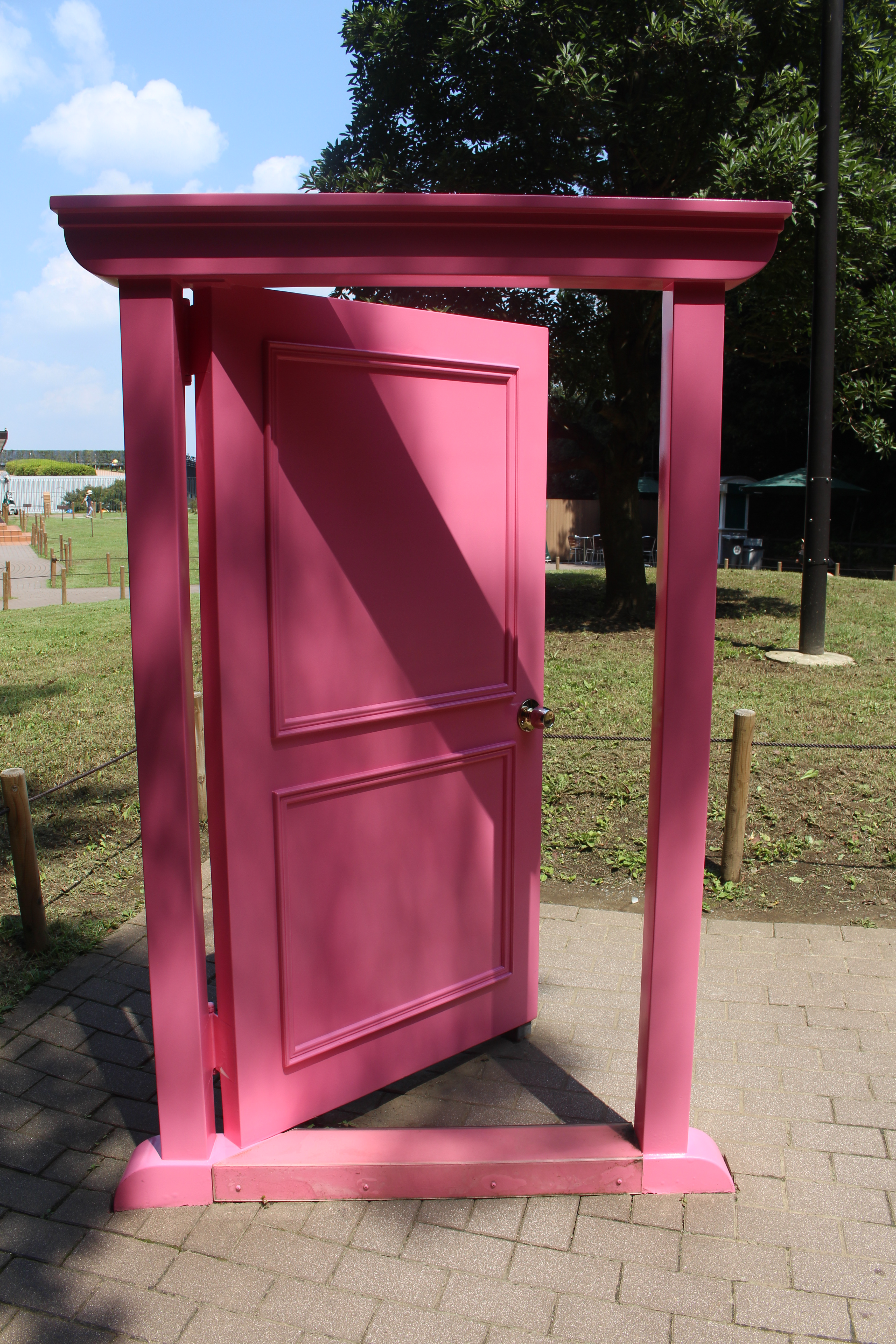
任意門

（日语： Dokodemo Doa），又稱如意門、出入門（台灣早期電影版），是日本漫畫《多啦A夢》及其衍生作品裡的常用法寶之一，為一扇能通往任何地方的門，使用率僅次於竹蜻蜓與時光機。

## 概要
外型是一個單扇的、粉紅色的門，使用時只要心中想著、或是口中說出想要去的地方，打開門後就能抵達。在漫畫中出現的次數僅次於竹蜻蜓和時光機，為使用率第三高的道具。
門把會讀取握住門把者的意志，如果沒有指定特定的場所，則會自動判斷。例如只說「空地」，就會移動至最近的空地。即使只說「只要是很遠的地方什麼都行」也能自動判斷並連結至適當的場所。大雄有時會用隨意門去靜香家玩，但由於靜香經常洗澡，大雄又沒有指定去靜香家的哪一間房，因此幾乎總是門一開就見到對他們潑水的泡澡中的靜香。

### 功能
內建全宇宙的地圖，可以移動至任何地方，距離限制為十光年以內。
1980年大長篇《大雄的宇宙開拓史》第一次提到此設定。因空地被中學生佔領打棒球，所以大雄被胖虎要求找新場地。大雄原想要求哆啦A夢向其他星球找尋，而他就說明了這個限制，並說明就算是如此寬廣的範圍也仍沒有合適地點。
1999年大長篇《宇宙漂流記》第二次提到此設定。由於一行人降落所在星球距離地球20光年，所以打開門後仍是原地（港版翻譯為「相當遠的距離」）。 
在《大雄與雲之王國》中，任意門加装了特殊旋钮，更可以設定時間，只要扭動其門柄，門另一邊的時間便會改變。
除了受到距離的限制之外，任意門必須在一般時空下才能使用，在其他道具所創造出來的特殊時空無法使用（如地平線膠布、童話世界、鏡面世界）（大山版動畫 寵物回應瓶 （页面存档备份，存于））。
另外，在其中電腦有輸入資料的地方才能使用，在大長篇《大雄的恐龍》和《大雄的恐龍2006》中，就因為其電腦裡沒有恐龍時代的地圖所以無法使用。
不過在《大雄的日本誕生》以及《新·大雄的日本诞生》中，雖然未有7萬年前的地圖，但哆啦A夢在到過的地方輸入資料，所以能讓一行人往來已輸入資料的地方。
在未來，有著不能在人群壅塞的地方開啟任意門的規定，因為門可能會突然出現並打到別人。
雖然門的大小固定，但可以通過比門還大的物品（第7卷〈山奧村的怪奇事件〉）。

## 與其相似之道具

### 蒸氣任意門
在2013年電影版《大雄的秘密道具博物館》中所出現過的歷代任意門，在秘密道具博物館入口大廳中央存放的即是「初代任意門/初期型任意門（台譯）」（初期型どこでもドア）——蒸氣任意門。高如摩天大樓，為秘密道具中「值得紀念的第一號」，也就是第一個被發明出來的道具，發明者是哈特曼博士（左方立有其雕像，右手所持的橘紅五角球體即是秘密道具原料——全金屬）。蒸氣任意門門框粉紅色、門板黑色，採對開模式，底端與後部有管線連接，底部有一座深藍色階梯，使用時四個角會噴出蒸氣，開啟後會通往機器人館。

### 任意氣
台譯「任意瓦斯」，在1990年電影版《惑星之迷》中，曾經出現過粉紅色不透徹的煙霧氣體，被認為是任意門的氣體版。但由於氣體流動不定，會將使用者隨意帶到人生地不熟的陌生地方，所以被停產及販售。

### 任意窗
大小相當於一個正方形窗戶。在漫畫第34卷的《在水窪中釣魚》出現。大雄帶朋友返回古代探險，但在百寶袋中找不到任意門，找到的卻是任意窗。其一般體型的人需要用鑽的才可進入另一個地方。

## 關聯項目
- 瞬間移動